# Robert de Billy
Robert Jules Daniel de Billy, né le 27 juin 1869 à Paris où il est mort le 26 mai 1953, est un ambassadeur français qui fut un proche de Marcel Proust.

## Biographie

### Jeunesse et études
Robert de Billy est le fils de Charles de Billy (1840-1919), conseiller référendaire à la Cour des comptes et chevalier de la Légion d'honneur, et de son épouse, née Lucie Courtois (1849-1937), et le petit-fils d'Édouard de Billy. 
Robert de Billy reçoit une stricte éducation protestante et fait ses études au lycée Saint-Louis. Marcel Proust fait sa connaissance à Orléans en 1890, alors qu'il faisait son volontariat du service militaire au 76e régiment d'infanterie. Robert de Billy était, quant à lui, au 30e régiment d'artillerie. Ils ont des conversations littéraires et philosophiques. Ils se retrouvent sur les bancs de l'École libre des sciences politiques, mais Proust n'y reste pas longtemps. De Billy obtient également une licence de droit.
Il épouse à Paris, en l'église réformée de l'Étoile, Jeanne Mirabaud, fille du régent de la Banque de France Paul Mirabaud et d'Hélène Dollfus, le 4 juin 1895. De cette union sont issues deux filles : Thérèse (1896-1986), épouse du cavalier Robert Wallon puis de l'architecte Georges Appia ; et Suzanne (1898-1984), épouse de l'homme d'affaires Jean Raoul-Duval.

### Parcours

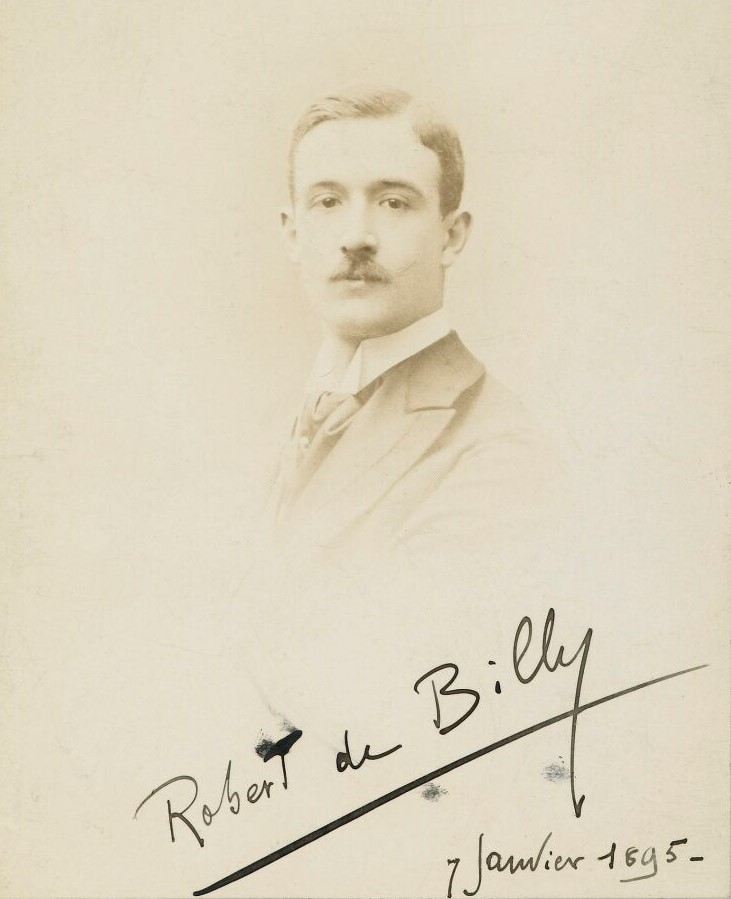
Billy en 1895.

Proust garde des liens avec le jeune comte, car c'est pendant ces années-là que Proust découvre le grand monde du Faubourg Saint-Germain. Il lui confie son admiration pour la comtesse de Chevigné (un des modèles de la duchesse de Guermantes) à qui il tentait d'adresser la parole. Billy aime la montagne et fait la connaissance d'Edgar Auber un jeune Genevois protestant et austère comme lui qu'il présente à Proust qui les mènent au salon de Mme Straus. Cette rencontre est pour Proust l'occasion d'apprendre les différents systèmes de caste et pour Billy d'en apprendre plus sur les subtilités de différents milieux. Il gardera toute sa vie le souvenir de Proust, qui est pour lui celui grâce à qui il apprend à « [connaître] la joie de penser autrement que par principes. » Proust aura toute sa vie beaucoup de respect pour la culture, la franchise et la droiture de Billy. Au moment de son mariage, Robert de Billy est en poste en Allemagne.
Lorsque ce dernier est en poste à Londres, entre 1896 et 1899, il découvre de manière plus approfondie la littérature anglaise et donne un exemplaire de Ruskin à Proust en 1898. C'est le début de pèlerinages pour Proust et ses amis sur les lieux de Ruskin, comme Amiens, le nord de la France, Venise, où l'auteur de La Recherche se rend avec sa mère en mai 1900, et toute une réflexion sur le maître anglais que l'on retrouve dans son œuvre.
Par la suite, en 1901 et 1902, Proust, Billy et d'autres amis, dont Emmanuel Bibesco, visitent les cathédrales, la Normandie et les environs de Paris. Les années suivantes correspondent à des années d'intense travail pour Robert de Billy.
Robert de Billy est secrétaire de la délégation française à la conférence d'Algésiras en 1906.
Après un poste au Maroc il est par la suite premier secrétaire d'ambassade à Rome, où en l'absence de l'ambassadeur c'est lui qui reçoit le visiteur Mussolini lors du retournement de celui-ci par la France en 1914.

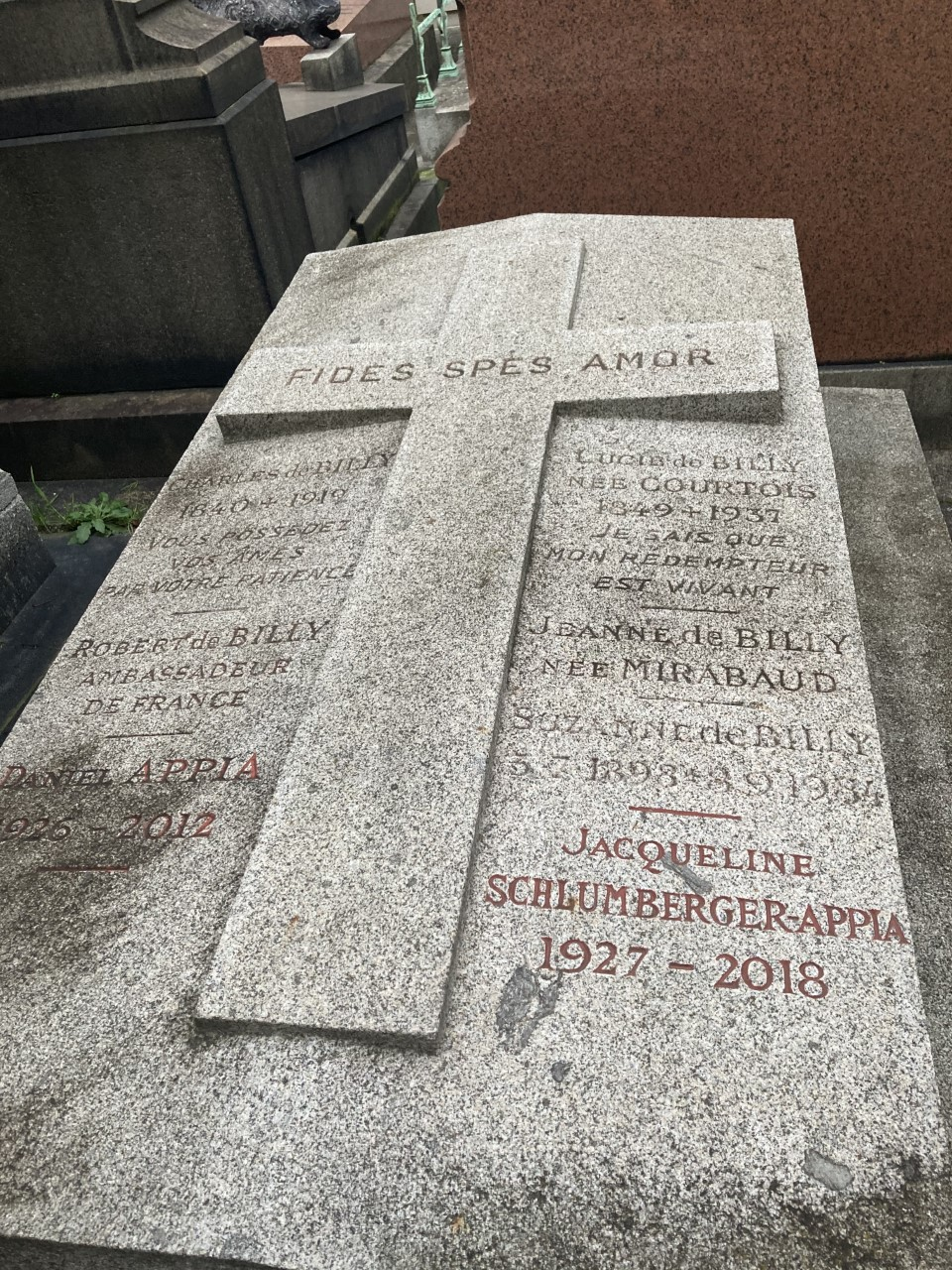
Tombe de Robert de Billy au cimetière de Passy.

Il succède à Paul Claudel en tant qu'ambassadeur au Japon de 1927 à 1929.
Robert de Billy et son épouse étaient des amis du consul Auguste François.

## Distinctions
- Commandeur de la Légion d'honneur (11 mars 1924)[7]

- Officier d'académie

## Ouvrages
- Marcel Proust. Lettres et conversations, Paris, Éditions des Portiques, 1930.
- "Mon cher Robert". Correspondances et conversations avec Marcel Proust. Paris, Arfuyen Editions, 2022.